# 卡地亞
48°52′11″N 2°19′20″E / 48.86975°N 2.32222°E
卡地亞（發音：[kaʁtje] ⓘ）是法國的奢華珠寶、钟表製造商，于1847年由路易-弗朗索瓦·卡蒂埃在巴黎蒙托格伊路29号创办。卡地亚公司1964年前为家族企业，現時為瑞士历峰集团下属公司，总部位于法国巴黎。
卡地亚被视为世界上最负盛名的珠宝和钟表制造商之一。 2018年，卡地亚被《福布斯》评为世界第59位最具价值品牌。 卡地亚拥有为各国皇室提供珠宝、钟表的悠久历史，於19世紀開始聞名於世。

## 歷史

### 早期历史

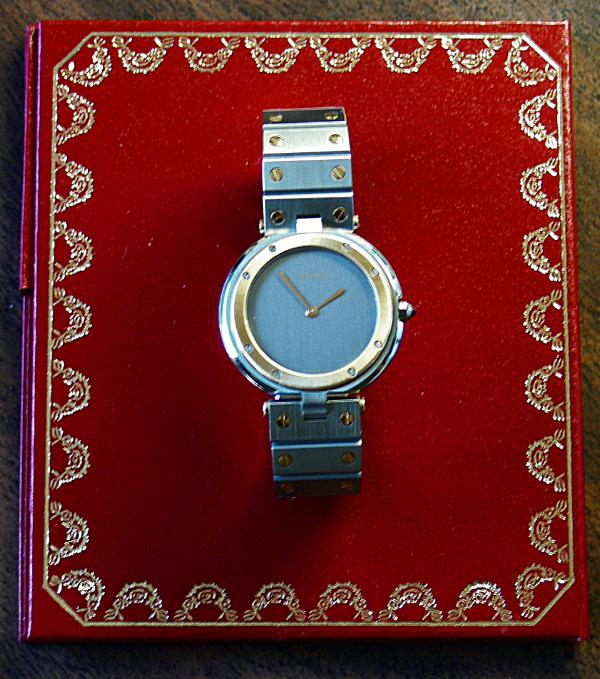
卡地亞山度士男装金银腕錶

卡地亞1847年由路易-弗朗索瓦·卡蒂埃接掌其師阿道夫·皮卡尔（Adolphe Picard）位於巴黎蒙托格伊路29号的珠寶工坊時創立。1874年，其子阿尔弗雷德·卡蒂埃繼承其管理權，其後由阿尔弗雷德·卡蒂埃的兒子路易·卡蒂埃、皮埃尔·卡蒂埃以及雅克·卡蒂埃將其發展成世界著名品牌。
1899年，卡地亞遷至巴黎和平路13號，由路易·卡地亞管理，他亦在此段期間創作出一些經典設計。1902年卡地亞在英國倫敦成立分公司，由積斯·卡地亞負責管理，並在其後遷往New Bond Street至今。1904年，卡地亚曾為飛機師亞伯托·桑托斯·杜蒙设计生产出公司历史上第一款腕錶：卡地亞山度士腕錶（Cartier Santos）。
1909年，皮爾·卡地亞在美國紐約成立分公司，1917年遷往位於第五大道（Fifth Avenue）653號的現址。卡地亞在1904年被時任國王愛德華七世委任為英國皇家珠寶供應商，其後亦獲得世界多國皇室，包括西班牙、葡萄牙、俄羅斯、暹羅、希臘、塞爾維亞、比利時、羅馬尼亞、埃及、阿爾巴尼亞，奧爾良公爵（Duc d'Orléans）及摩納哥大公爵（Prince souverain de Monaco）委任為珠寶供應商。
1964年，卡地亞3名兄弟的子女決定出售卡地亞的業務。

### 近期发展
1972年，以Joseph Kanoui為首的投資者收購巴黎卡地亞，並在1974年及1976年分別收購倫敦及紐約的業務。1979年重新合併成為Cartier Monde，管理世界各地的業務。
1984年，卡地亞總裁阿兰·多米尼克·佩兰（Alain Dominique Perrin）在雕塑藝術家塞萨尔·巴尔达奇尼的建議下，開創了卡地亞當代藝術基金會（Fondation Cartier pour l'art Contemporain），并保持與世界各地藝術家、專業領域的對話。
1994年，卡地亞當代藝術基金會搬迁了这由让·努维尔设计的建筑中，位於巴黎拉斯拜伊大道261號，2014年5月，該基金會舉辦Mémoires Vives展覽慶祝其成立30週年。

## 知名产品

### 腕錶

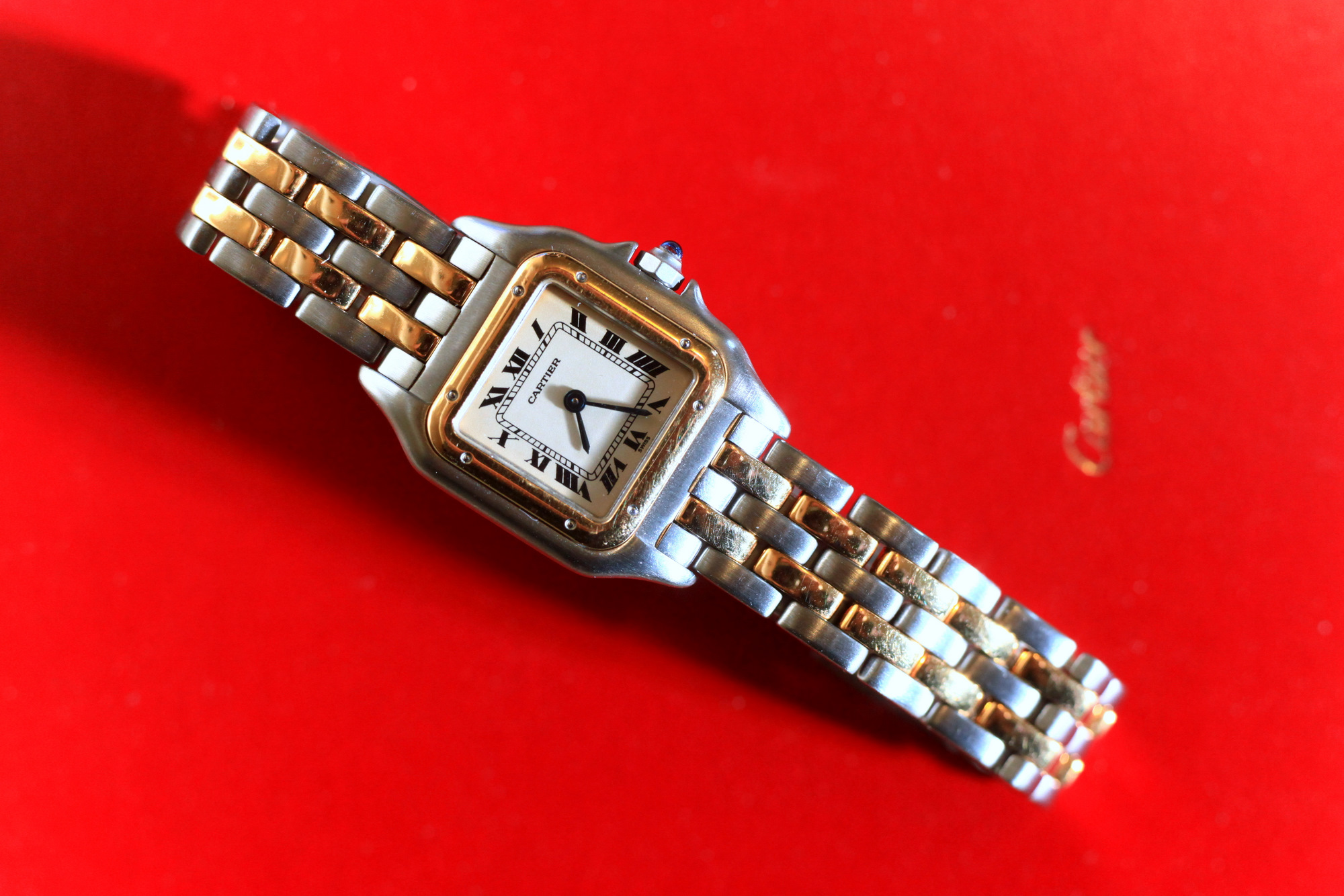
卡地亞美洲豹女庄黄金+不锈钢腕錶

卡地亞腕錶，以其款式华丽多样，经久耐用保值，受人们青睐。卡地亞腕錶的校时纽，镶有一粒蓝宝石，是其特征。
- Panthere美洲豹男、女庄腕錶，18K黄金、18k黄金镶钻石，18k黄金+不锈钢，不锈钢；四方、八角、圆形表面。
- Santos山度士男、女庄腕錶，18K黄金、18k黄金+钻石；特色：小金螺丝钉装饰。
- Pasha 18K圆形黄金腕錶
- Tank 坦克男、女庄腕錶，18K黄金
- Rivoli
- Vincennes
- Elysee
- Baignoire
- Coudree
- Victoria
- 21 Must de Cartier

### 珠宝首饰
卡地亞珠宝首饰世界多國皇室青睐。有黄金、白金镶钻石、宝石的项链、手镯、胸针、耳环、戒指等。

### 其它产品

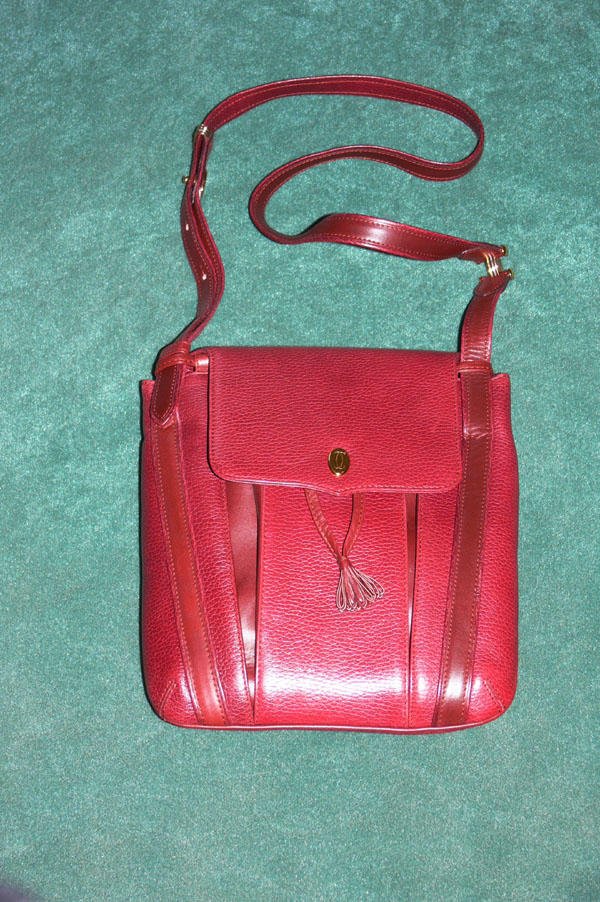
卡地亞真皮手袋
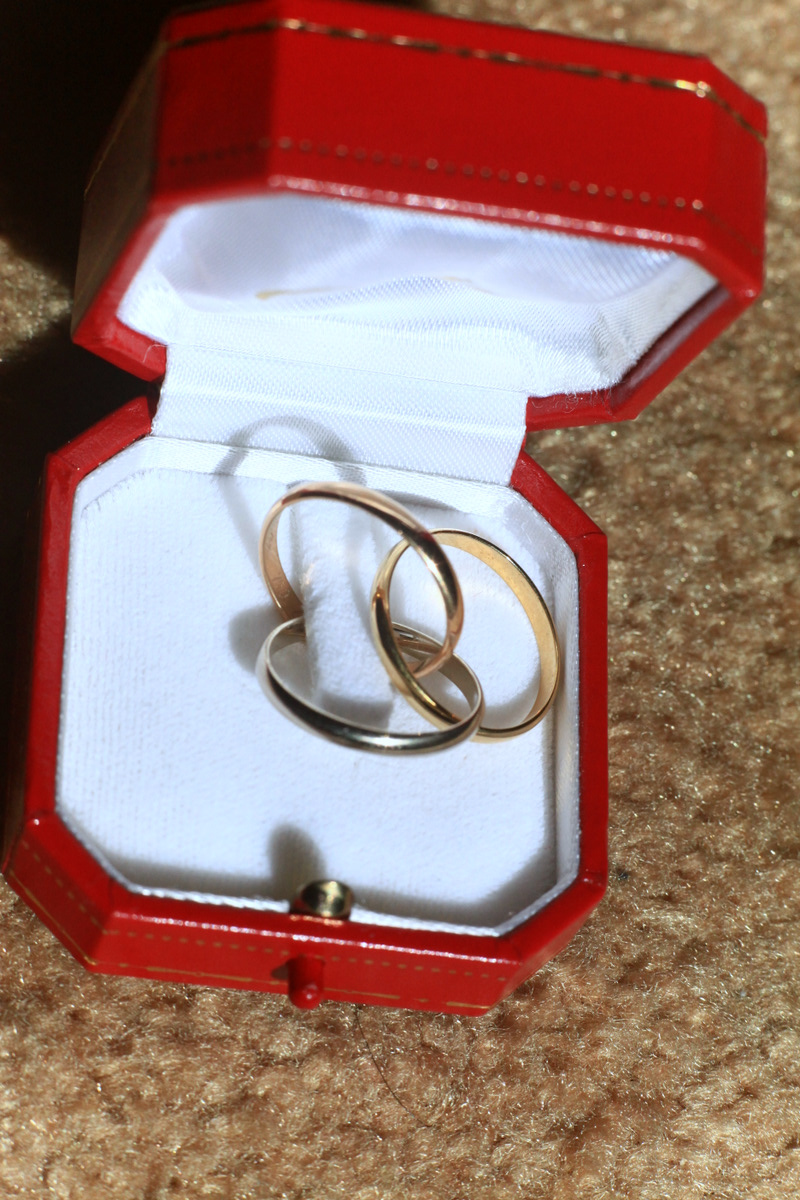
卡地亚三色金戒指

- 卡地亞真皮银包
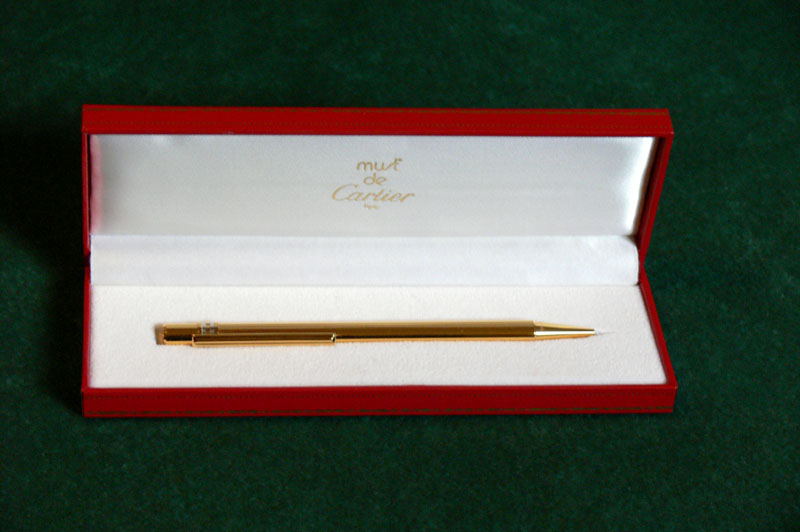
卡地亞金座钟、挂钟
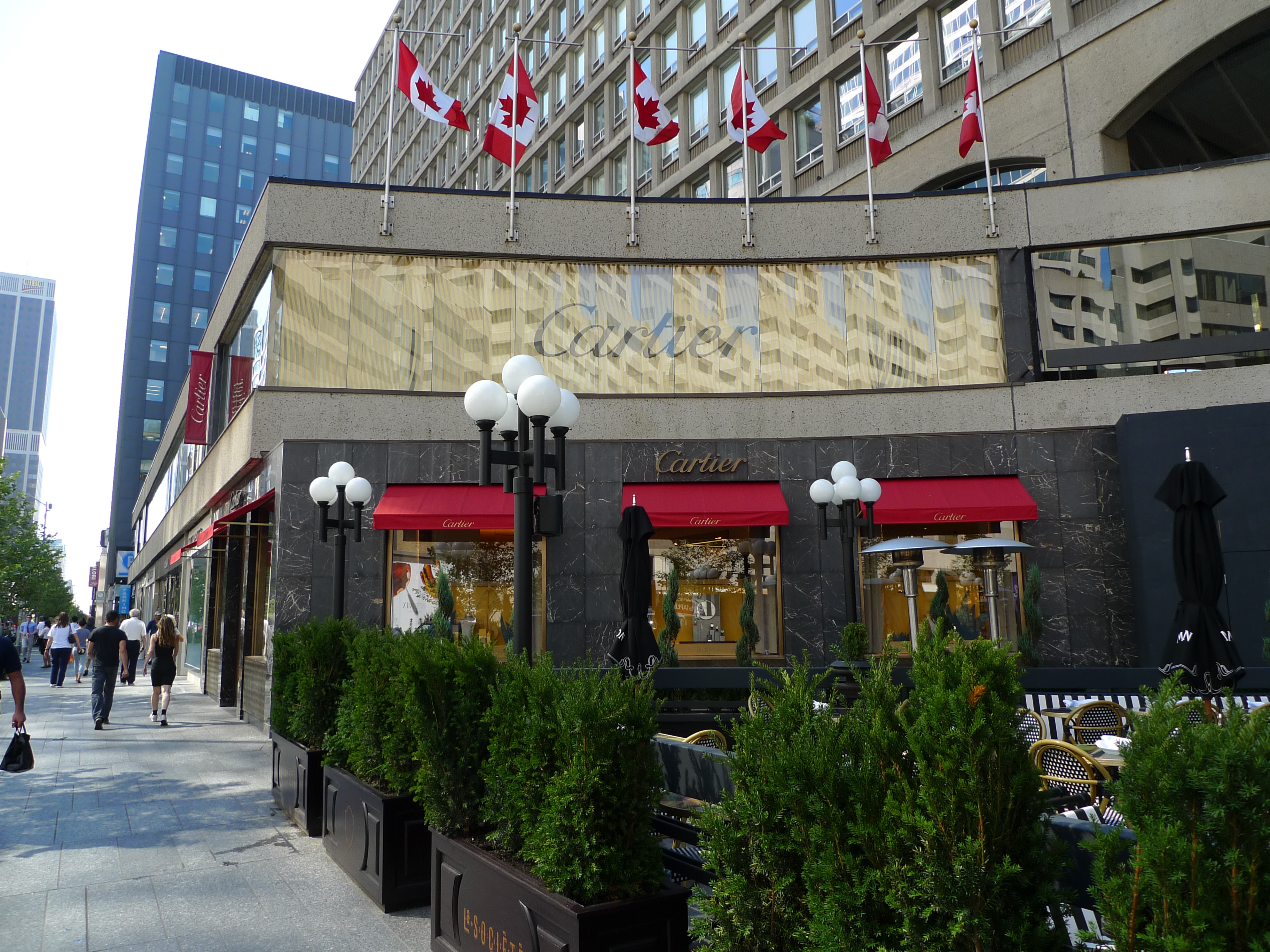
卡地亞金笔
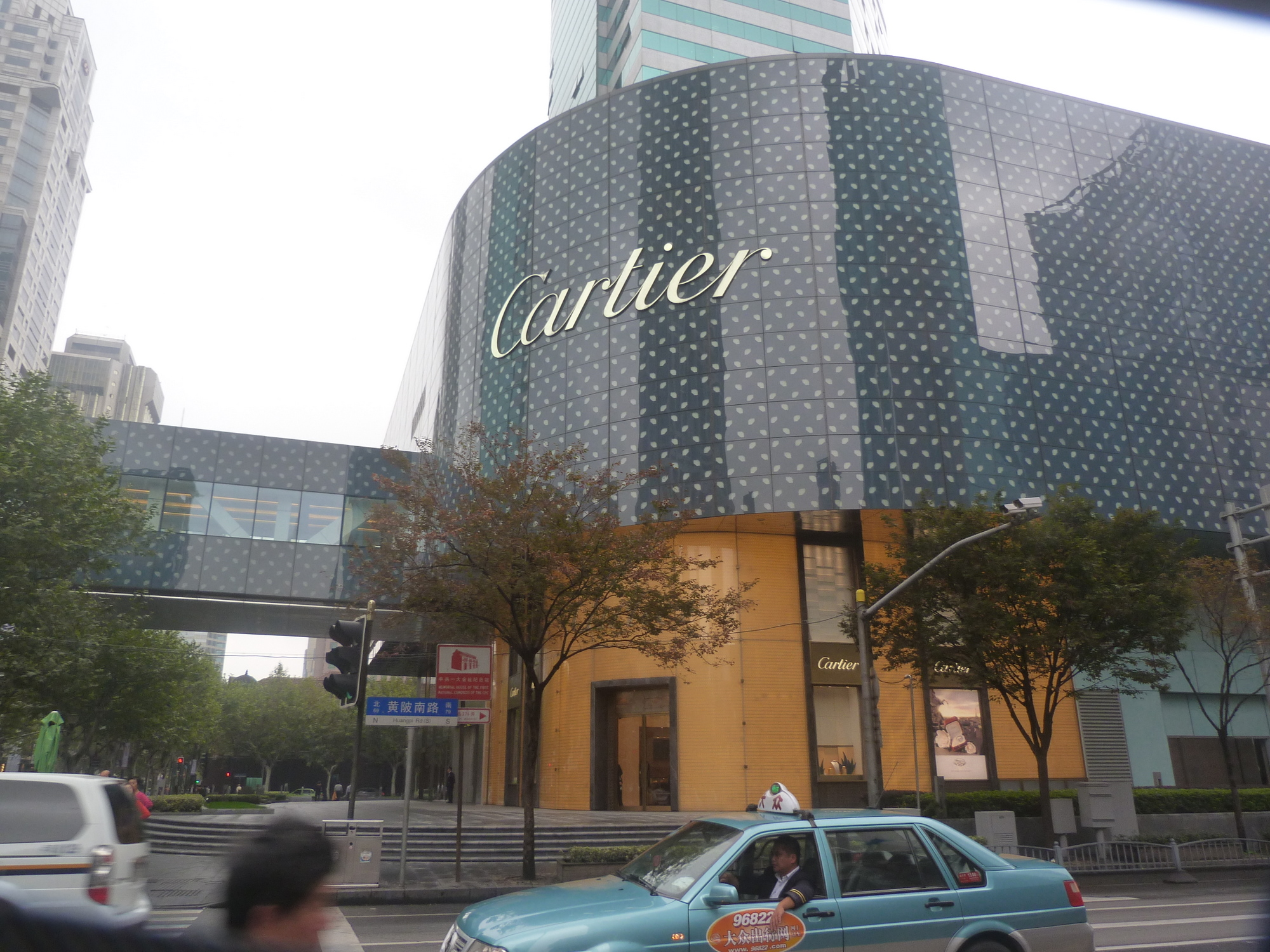
上海淮海中路卡地亚

- 卡地亞香水/男士护肤品
- 卡地亚光学、太阳眼镜

- 卡地亞真皮手袋
- 卡地亚三色金戒指
- 卡地亞 美洲豹金笔
- 多伦多卡地亞
- 上海淮海中路卡地亚

## 环保评级
2018年12月，世界自然基金会（WWF）发布官方报告，包含对瑞士15个主要钟表及珠宝生产商的环保评级。 其中卡地亚（作为瑞士历峰集团的子公司）排名第2，并连同其它3个生产商（包括江诗丹顿、积家）所获得的评级为一般（"Upper Midfield"），意味着作为珠宝、钟表生产商卡地亚采取了一定的措施以消除其生产活动对环境及气候变化所造成的影响。
在钟表及珠宝制造行业，主要的环保隐患有二：1）生产活动的不透明；2）对珍贵原材料的大量开采，主要包括金矿。而后者是造成众多环境问题的重要因素之一，比如水土污染、土壤退化、森林破坏等。 据估计，钟表及珠宝行业每年消耗超过2000吨的黄金，占全球黄金产量的50%以上，而大多数情况下，钟表制造公司不能或不愿意说明其原材料的来源以及原材料供应商是否采用环保的开采方式。 根据卡地亚的官方文件，卡地亚公司坚持以环保的方式经营企业并努力将对环境的负面影响降到最低。

## 資料來源
- 浪漫輝煌的卡地亞故事
- 卡地亞Roadster腕表

## 外部連結
- 卡地亞（页面存档备份，存于）
- 卡地亞當代藝術基金會（页面存档备份，存于）
- 卡地亞臺灣 （页面存档备份，存于）
- 卡地亞香港 （页面存档备份，存于）
- 卡地亞中國
- YouTube上的卡地亞頻道
- 卡地亞的Facebook專頁
- 卡地亞的X（前Twitter）
- 卡地亞的Instagram帳戶